# Friedhelm Rausch
Friedhelm Rausch (* 29. April 1931; † 25. Februar 2003) war ein deutscher Polizeioffizier. Er war Generalleutnant und von 1986 bis 1989 Präsident der Volkspolizei Berlin.

## Leben
Von Beruf Landwirtschaftsgehilfe, trat er 1949 in die Deutsche Volkspolizei (DVP) ein. Er studierte und schloss als Diplom-Militärwissenschaftler ab. Rausch wurde später Oberst in der Bezirksbehörde der DVP Karl-Marx-Stadt, war von 1973 bis 1976 DDR-Bevollmächtigter in der Grenzkommission und Leiter der Arbeitsgruppe Grenzmarkierung. Als Stellvertreter des Chefs des Stabes des Ministeriums des Innern wurde er 1980 zum Generalmajor ernannt. Als Nachfolger von Werner Gröning wurde er am 6. Januar 1986 zum Präsidenten der Volkspolizei Berlin berufen. Rausch war von 1986 bis 1989 Mitglied der SED-Bezirksleitung Berlin und der Stadtverordnetenversammlung von Berlin. 1987 erfolgte seine Beförderung zum Generalleutnant.
Während er am 25. Oktober 1989 auf einer Pressekonferenz noch behauptete, dass die Demonstranten des 7./8. Oktober provoziert und die Absicht gehabt hätten, zum Brandenburger Tor zu ziehen, um dort die Grenze zu durchbrechen, zwangen ihn vier Tage später Fragen zu den Übergriffen der Sicherheitskräfte zu einer öffentlichen Entschuldigung. Am 13. Dezember 1989 wurde sein Rücktrittsgesuch von Innenminister Lothar Ahrendt angenommen. Mit der Führung der Dienstgeschäfte wurde VP-Oberst Joachim Griebel beauftragt, der dann am 8. Januar 1990 durch Generalmajor Dirk Bachmann abgelöst wurde.
Rausch starb im Alter von 71 Jahren und wurde auf dem St.-Petri-Friedhof in Berlin-Friedrichshain bestattet.

## Auszeichnungen
- 1975 Vaterländischer Verdienstorden in Bronze
- 1979 Orden Banner der Arbeit Stufe I
- 1983 Ehrentitel Verdienter Volkspolizist der Deutschen Demokratischen Republik

## Weblink
- Friedhelm Rausch auf Chronik der Wende